# Le Péage-de-Roussillon
Le Péage-de-Roussillon – miejscowość i gmina we Francji, w regionie Owernia-Rodan-Alpy, w departamencie Isère.
Według danych na rok 1990 gminę zamieszkiwało 5879 osób, a gęstość zaludnienia wynosiła 793 osób/km² (wśród 2880 gmin regionu Rodan-Alpy Le Péage-de-Roussillon plasuje się na 144. miejscu pod względem liczby ludności, natomiast pod względem powierzchni na miejscu 1328.).